# Tonga Toto
Tonga Toto eller egentligen Kolo ki Lanutavake är en arkeologisk plats och historiskt område som ligger på Wallis- och Futunaöarna i sydvästra Stilla havet.

## Geografi
Tonga Toto ligger i Muadistriktet cirka 5 km nordväst om huvudorten Mala'efo'ou och cirka 9 km sydväst om huvudstaden Mata-Utu.

## Området
Tonga Toto var en befäst bosättning som kallades Kolo ki Lanutavake. Hela området omgärdades av diken och en massiv ringmur byggd i basaltsten med en höjd på ca 5 m och en omkrets på ca 2 km. Innanför muren fanns en insjö och byggnader, grönområden och en central upphöjd plattform kallad Marae eller Mala'e ("Helig plats") med hövdingens bostad.

## Historia
Området uppfördes i början på 1400-talet under det Tonganska imperiets utvidgning innan Tonganerna besegrades och Uveariket grundades. Namnet härstammar från det tonganska ordet Kolo för "befästning" och Lanutavake som är namnet på vulkansjön. Tonga Toto betyder "Tonga Blod" och syftar på de då fruktade tonganska krigarna som utförde raider på Uvea.
Den franske arkeologen Daniel Frimigacci från det franska CNRS (Centre national de la recherche scientifique) restaurerade området delvis innan han påbörjade arbetet med Talietumu bara några kilometer söderut. Idag är området i stort åter helt övervuxet.